# Łotewska Rada Centralna
Łotewska Rada Centralna (łot. Latvijas Centrālā Padome, LCP) – istniejąca w latach 1943–1951 (formalnie rozwiązana w 1994) organizacja podziemna jednocząca zwolenników niepodległości Łotwy. Aspirowała do objęcia władzy na Łotwie po zakończeniu II wojny światowej. Podporządkowane jej oddziały zbrojne walczyły z okupantem niemieckim.
Rada powstała 13 sierpnia 1943 na spotkaniu w domu Konstantīnsa Čakste w dzielnicy Rygi Pārdaugava. W jej skład weszli przedstawiciele czterech największych partii w ostatnim demokratycznie wybranym w 1934 łotewskim Sejmie: Łotewskiej Socjaldemokratycznej Partii Robotniczej, Demokratycznego Centrum, Łotewskiego Związku Rolników i Łatgalskiej Chrześcijańskiej Partii Chłopskiej. Przewodniczącym został Konstantīns Čakste, jego zastępcą – Bruno Kalniņš, sekretarzem generalnym – Ludvigs Sēja. W skład rozszerzonego prezydium Rady weszli również Pauls Kalniņš, Kārlis Pauļuks i biskup Jāzeps Rancāns. Rada powołała siedem komisji: spraw zagranicznych, wojskową, informacyjną, prawną, gospodarczą, skarbową i łączności. Za główny cel działania LCP uznała walkę o niepodległość Łotwy przy wsparciu USA i Wielkiej Brytanii oraz przywrócenie jej demokratycznego ustroju na zasadach konstytucji z 1922. W sierpniu 1943 wydała „Deklarację do Narodów Zjednoczonych”. Nawiązała również kontakty z łotewskimi dyplomatami pozostającymi na Zachodzie, Najwyższym Komitetem Wyzwolenia Litwy i Estońskim Centrum Oporu. 10 marca 1944 ukazał się jedyny numer organu LCP – tajnego pisma Jaunā Latvija (Młoda Łotwa). Komisja Prawna zajmowała się tworzeniem tekstu planowanej nowej konstytucji. Z Radą, mimo braku formalnej podległości, ściśle współpracowała, m.in. w zakresie komunikacji radiowej ze Szwecją, formacja wojskowa zwana grupą Kurelisa (generał Jānis Kurelis był formalnym przewodniczącym Komisji Wojskowej LCP).
W obliczu spodziewanego zwycięstwa ZSRR nad Niemcami 17 marca 1944 Rada wystosowała podpisane przez 188 łotewskich osobistości memorandum do państw zachodnich domagające się przywrócenia niepodległości Łotwy i utworzenia łotewskiego rządu. Aby ułatwić zbieranie podpisów, jego nominalnym adresatem był dowódca Legionu Łotewskiego SS Rūdolfs Bangerskis. Aresztowanie kuriera litewskiego podziemia w Estonii w kwietniu 1944 pozwoliło Gestapo wpaść na trop LCP. 29 kwietnia 1944 został aresztowany Čakste, 22 maja Sēja, 12 lipca Bruno Kalniņš. 1 września zostali oni przewiezieni z głównego więzienia w Rydze do obozu koncentracyjnego w Salaspils, a stamtąd do KL Stutthof. Nowym przewodniczącym LCP został generał Verners Tepfers, a jego zastępcami – Jānis Breikšs i Jānis Rudzis. Na ostatnim posiedzeniu Rady na Łotwie, które odbyło się 8 września 1944, wydała ona „Deklarację o odrodzeniu państwa łotewskiego”. Stwierdzała ona, że na mocy art. 52 konstytucji tymczasowym prezydentem Republiki Łotewskiej będzie ostatni przewodniczący demokratycznie wybranego parlamentu, czyli Pauls Kalniņš. Nie powołał on jednak rządu, do czego zobowiązywała go deklaracja, ponieważ LCP nie udało się objąć władzy przed wkroczeniem Sowietów na Łotwę.
Po kapitulacji Rygi 13 października 1944 członkowie Rady przenieśli się do Kurzeme. Niektórym, m.in. P. Kalniņšowi i Tepfersowi udało się przedostać do Szwecji, inni (np. Rancāns) zostali wywiezieni do Niemiec i Austrii. Pozostali 8 maja 1945 za zgodą niemieckiego komendanta Ventspils wypłynęli do Szwecji parowcem „Rota”. Został on przechwycony przez sowiecką marynarkę w okolicach Gotlandii. Część pasażerów trafiła do obozów filtracyjnych, inni wrócili do Ventspils. NKWD aresztowała również członków i współpracowników Rady, którzy w kolejnych dniach maja próbowali uciekać z Kurzeme. Ogółem między wrześniem 1944 a majem 1945, dzięki współpracy LCP z władzami Szwecji, udało się ewakuować drogą morską do tego kraju 4559 osób.
Na emigracji Rada uległa podziałowi na dwa odłamy. Po śmierci P. Kalniņša 27 sierpnia 1945 przewodniczącym LCP w Niemczech został Rancāns. Jednocześnie działała osobna LCP w Szwecji na czele z Tepfersem, którego w 1946 zastąpił B. Kalniņš. Próbowała ona utrzymywać kontakt z dawnymi współpracownikami na Łotwie, co uniemożliwiały ostre represje NKWD, włącznie z wyrokami śmierci. Działalność obydwu grup zamarła wraz z nasilającą się migracją Łotyszy na półkulę zachodnią w latach 1950–1951.